# دانشگاه ایندراپراستا پگری
دانشگاه ایندراپراستا پگری (به لاتین: Indraprasta PGRI University) یک دانشگاه در اندونزی است که در جاکارتا واقع شده‌است.